# Stipe Modrić
Stipe Modrić (Sinj, 8. svibnja 1979.) je hrvatski košarkaš. Visine je 208 cm. Igra na mjestu krila. 
Igra je od 1996. godine.

## Igračka karijera

### Klupska karijera
U karijeri je igrao za mnoštvo klubova. Igrajući u Sloveniji dobio je slovensko državljanstvo te je povremeno igrao za slovensku reprezentaciju od 2000. do 2005. godine.

## Priznanja i uspjesi
2000. je godine bio izabran u momčad Svih zvijezda slovenske košarkaške lige. 2000./01. i 2001./02. osvojio je slovensko prvenstvo s Olimpijom, a s istim klubom 2000., 2001. i 2002. slovenski kup te Goodyear ligu 2002. godine. 